# Talbots Lagoon
Die Talbots Lagoon ist ein Stausee im Nordwesten des australischen Bundesstaates Tasmanien, 3 km östlich der Siedlung Guildford und 40 km südsüdwestlich von Burnie.
Der Stausee dient der Bewässerung der Gegend. In ihm hat der Wey River seinen Ursprung.